# Az Zuhrah (huyện)
Huyện Az Zuhrah là một huyện thuộc tỉnh Al Hudaydah, Yemen. Đến thời điểm năm 2003, huyện này có dân số 138045 người